# Pickens (Dél-Karolina)
Pickens város az USA Dél-Karolina államában. Lakosainak száma 3388 fő (2020. április 1.).

## Népesség
A település népességének változása:
| Lakosok száma | 3012 | 3126 | 3388 |
|               | 2000 | 2010 | 2020 |